# إيفان رادوفانوفيتش
إيفان رادوفانوفيتش (بالإيطالية: Ivan Radovanović) (مواليد 29 أغسطس 1988 في بلغراد - يوغوسلافيا) لاعب كرة قدم صربي يلعب حاليا لصالح نادي الدرجة الأولى أتالانتا الإيطالي منذ 2008 في مركز الوسط المدافع .

## وصلات خارجية
- إيفان رادوفانوفيتش على موقع الاتحاد الأوربي (الإنجليزية)
- إيفان رادوفانوفيتش على موقع قاعدة بيانات كرة القدم.إي يو (الإنجليزية)
- إيفان رادوفانوفيتش على موقع ناشيونال فوتبول تيمز (الإنجليزية)
- إيفان رادوفانوفيتش على موقع Soccerway.com (الإنجليزية)
- إيفان رادوفانوفيتش على موقع عالم كرة القدم.نت (الإنجليزية)
- إيفان رادوفانوفيتش على موقع AS.com (الإسبانية)